# August Weizenberg

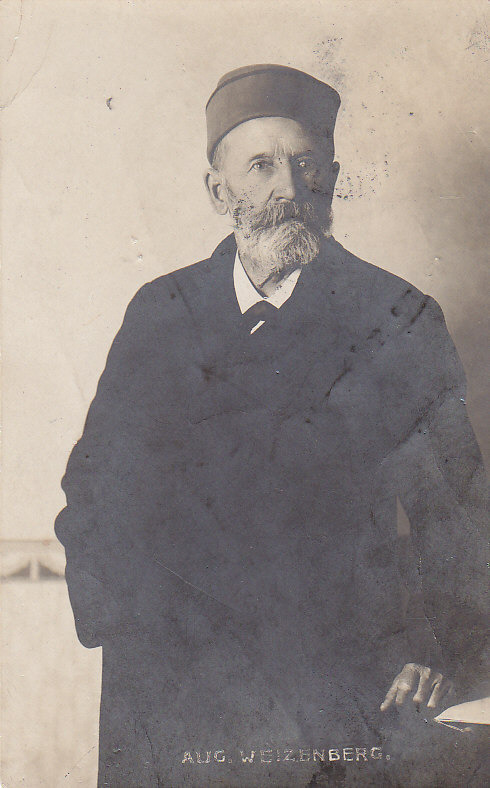
August Weizenberg (1916)

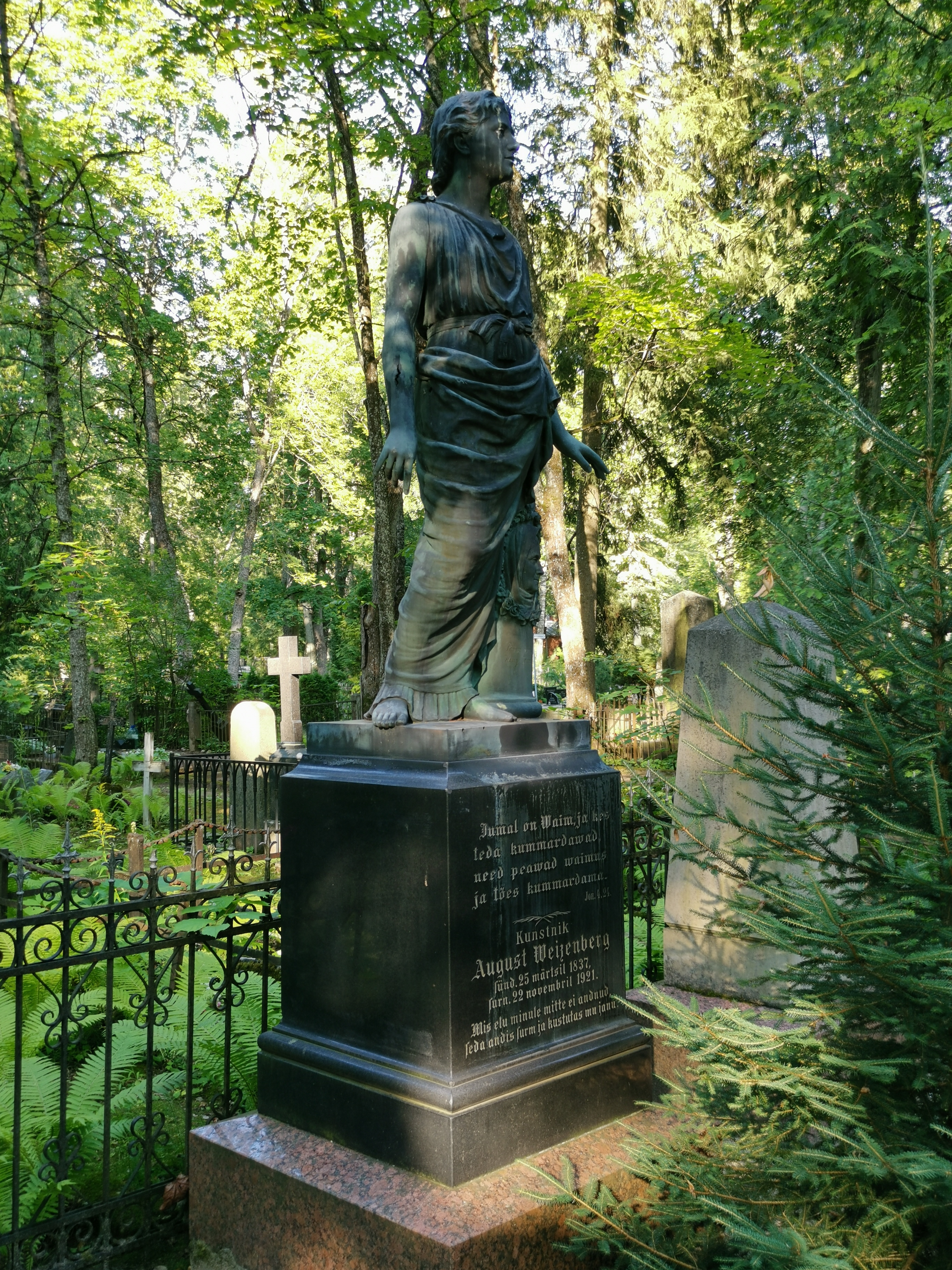
Grab auf dem Friedhof Tartu (Raadi kalmistu)

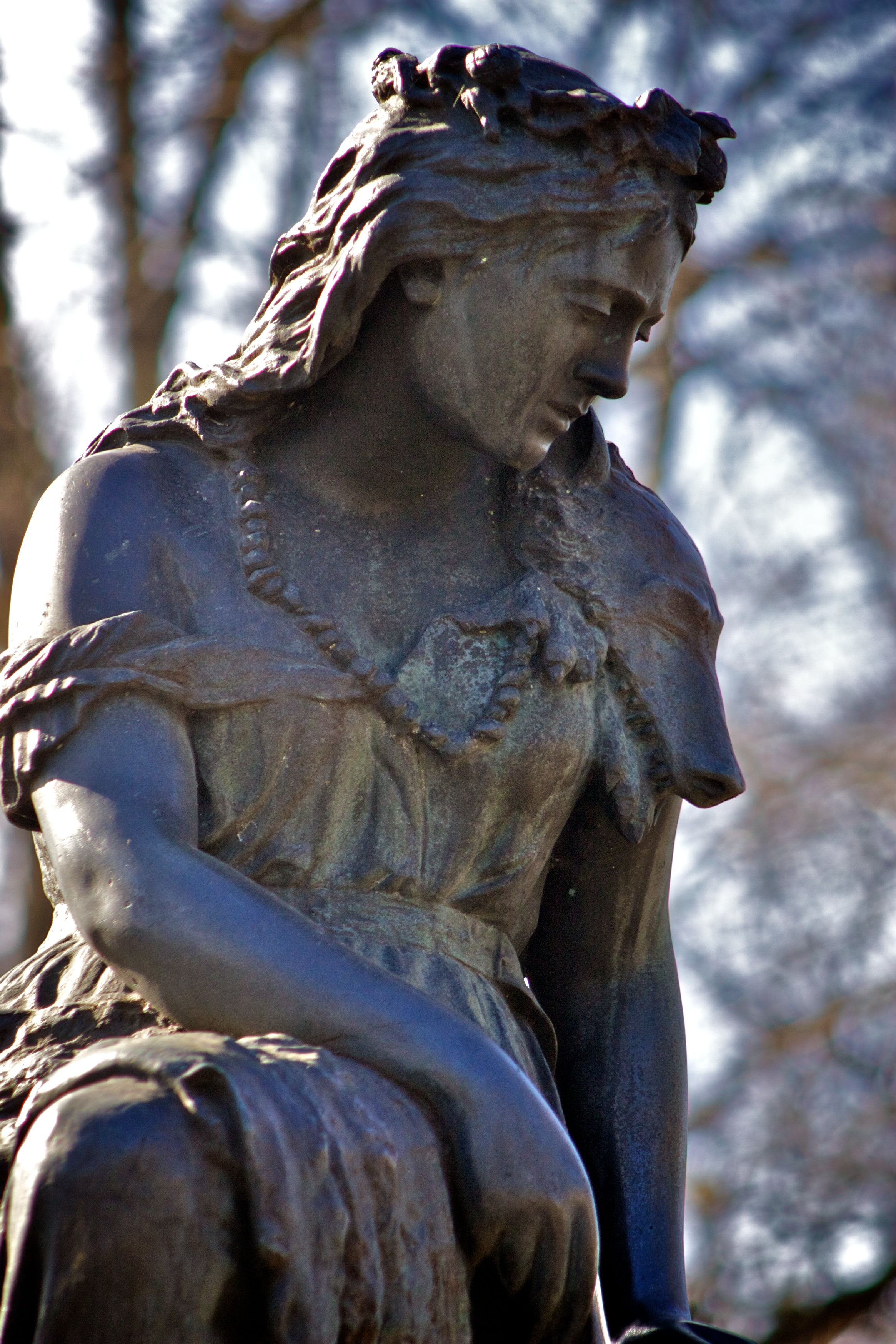
Linda in Tallinn

August Weizenberg (* 6. April 1837 in Ritsik, Kirchspiel Kanepi, Livland; † 22. November 1921 in Tallinn) war ein estnischer Bildhauer. Er gilt als Begründer der Bildhauerkunst in Estland.

## Ausbildung
August Ludwig Weizenberg wurde in die Familie eines Schuhmachers geboren. Er erlernte zunächst das Schreinerhandwerk auf dem Gutshof Karste und von 1858 bis 1862 in Erastvere. Anfang der 1860er Jahre arbeitete er als Kunsttischler in Frankfurt (Oder) und in Berlin. 1865 wurde er auf Empfehlung des estnischen Arztes und Schriftstellers Friedrich Reinhold Kreutzwald in das Atelier des Petersburger Bildhauers Alexander von Bock aufgenommen. Später wurde er Gasthörer an der Kunstakademie von Sankt Petersburg. Von 1870 bis 1873 studierte er an der Kunstakademie in München.

## Künstler
Von 1873 bis 1890 lebte Weizenberg als freischaffender Maler in Rom. Dort entwickelte er eine Leidenschaft für den klassizistischen Schönheitsbegriff. August Weizenberg selbst nannte den dänischen Bildhauer Bertel Thorvaldsen als persönliches Vorbild. Sein eigenes Schaffen war stark dem Klassizismus und dem Realismus verhaftet. Als Material seiner Skulpturen bevorzugte er Marmor aus Carrara.
Gesellschaftlich und politisch war Weizenberg wenig aktiv. Inspirationsquelle für Weizenbergs Arbeiten waren jedoch Szenen und Figuren aus der estnischen Mythologie (zum Beispiel die trauernde Linda, Vanemuine, Koit und Hämarik) oder biblische Darstellungen („Christus und Barabbas“).
Zwischen 1880 und 1893 stellte Weizenberg Porträts verschiedener berühmter estnischer Persönlichkeiten (Friedrich Reinhold Kreutzwald, Jakob Hurt, Ferdinand Wiedemann, Lydia Koidula, Anna Haava) sowie meisterhafte Grabmonumente her. Daneben arbeitete der vielseitig begabte Weizenberg auch als Journalist, schrieb Gedichte, Kurzgeschichten und Theaterstücke und komponierte Lieder. Ab 1912 lebte er ständig in Tallinn. Dort war er im Denkmalschutz tätig und organisierte die ersten Skulptur-Ausstellungen in Estland überhaupt.
Anfang des 20. Jahrhunderts war Weizenberg zum wichtigsten Bildhauer Estlands geworden. Seine Arbeiten schmückten unter anderem das Theater Vanemuine in Tartu und die Stadtbibliothek von Tallinn. Während seiner letzten Jahre lebte er in einem Seitenflügel von Schloss Kadriorg in Tallinn. In der estnischen Hauptstadt starb er 1921 hoch angesehen. Er liegt heute auf dem Raadi-Friedhof von Tartu begraben.

## Wichtigste Skulpturen
- Ema portree („Portrait einer Mutter“, Tartu 1878)
- Lootus („Hoffnung“, Grabmonument 1893)
- Bildnis der Linda (klassizistische Skulptur, heute im Estnischen Kunstmuseum, 1868; 1920 auch in römischer Bronze in unmittelbarer Nähe des Revaler Dombergs im Park Lindaberg errichtet)
- Kalevipoeg
- Koit und Hämarik („Sonnenaufgang“ und „Abendröte“, klassizistisch, Marmor, Schenkung Weizenbergs an das Opernhaus Estonia, Tallinn 1890)
- Vanemuine (auf dem Domberg von Tartu)
- Kristus ja Barabas
- Kevad, Suvi, Sügis, Talv (allegorische Kinderfiguren der vier Jahreszeiten, 1880–1882)